# 法國中尉的女人
《法國中尉的女人》（英語：The French Lieutenant's Woman，新加坡公映時譯《玩火奇女子》）是英國浪漫剧情電影，梅莉·史翠普主演，1981年上映。該電影改編自同名小說。該影片共講述了兩段爱情故事，一段是维多利亚时代的愛情故事，另一段是現代演員之間的愛情故事。

## 外部連結
- FowlesBooks.com—The Official John Fowles web site
- 互联网电影数据库（IMDb）上《The French Lieutenant's Woman》的资料（英文）
- 爛番茄上《法國中尉的女人》的資料（英文）